# 國際圍棋聯盟
國際圍棋聯盟（International GO Federation（IGF））是以圍棋在國際上普及化作為目的的組織。1982年3月18日創設，有29個加盟国。截至2020年底共有77個加盟國。世界业余围棋锦标赛由其举办。

## 外部連結
- 官方网站（英文）